# Michael Stevens
Michael David Stevens (født 23. januar 1986) er en amerikansk underviser, komiker, taler, underholder og internet-personlighed, bedst kendt for at være skaberen af den kendte YouTube kanal Vsauce. Michael Stevens er også vært på YouTube Red serien Mind Field.
Michael Stevens YouTube kanal, Vsauce, handlede, I starten, om computerspil. Men efter at hans undervisnings videoer, "DOT", blev meget populære, begyndte kanalen at udgive videoer der forklarede forskellige videnskabelige og filosofiske emner. Nu er Vsauce en af de mest populære YouTube kanaler på YouTube, med over 15 millioner YouTube abonnenenter, og flere end 1,75 milliarder visninger.